# Tommy Cook
Pour les articles homonymes, voir Cook.
Tommy Cook, né le 5 juillet 1930 à Duluth (Minnesota), est un acteur américain.

## Biographie

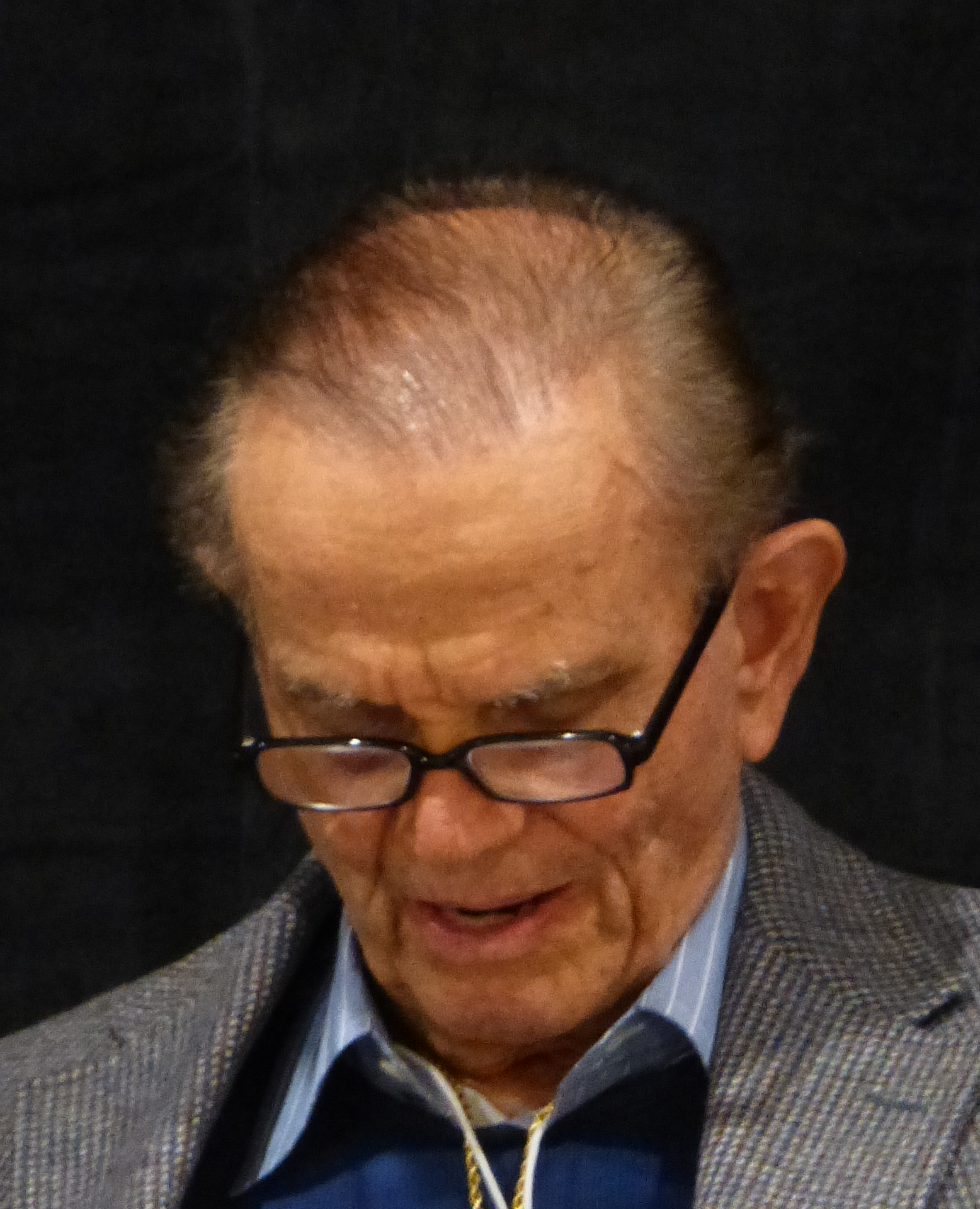
Photographié en 2015

Tommy Cook débute enfant au cinéma en 1940 (à dix ans), dans un court métrage et dans le serial Adventures of Red Ryder (en) de William Witney et John English (avec Donald Barry dans le rôle-titre et Noah Beery). Il y interprète Little Beaver, personnage auquel il prête sa voix de 1942 à 1946 dans la série radiophonique Red Ryder (en) (à noter qu'il participe à d'autres séries pour la radio). Parmi ses films américains notables des années 1940, mentionnons Humoresque de Jean Negulesco (1946, avec Joan Crawford et John Garfield) et La Proie de Robert Siodmak (1948, avec Victor Mature et Richard Conte).
De sa filmographie des années 1950, citons Panique dans la rue d'Elia Kazan (1950, avec Richard Widmark et Paul Douglas), Le Cri de la victoire de Raoul Walsh (1955, avec Van Heflin et Aldo Ray) et le western Le Survivant des monts lointains de James Neilson (1957, avec James Stewart et Audie Murphy).
S'il tourne encore quelques films par la suite, il apparaît surtout à la télévision américaine dans des séries (outre un téléfilm en 1975) dès 1951, dont Perry Mason (deux épisodes, 1958-1965), Les Incorruptibles (un épisode, 1960), Les Rues de San Francisco (un épisode, 1974) et Pour l'amour du risque (un épisode, 1983).

## Filmographie partielle

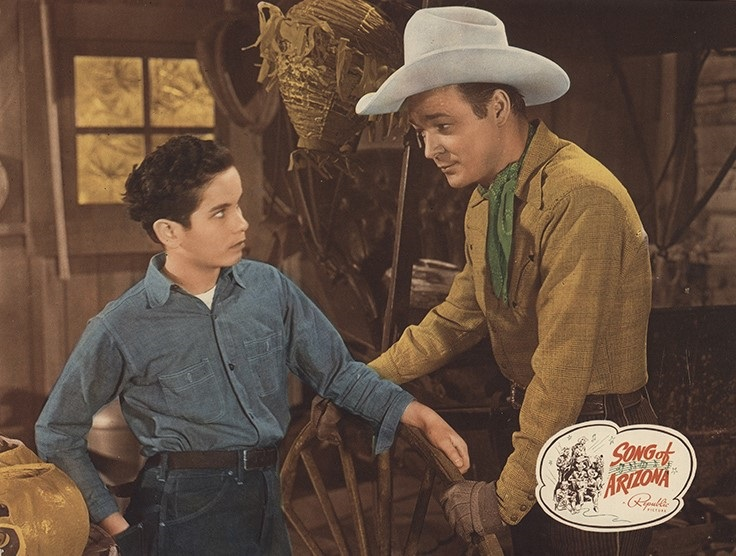
Song of Arizona (1946) : poster promotionnel avec Tommy Cook et Roy Rogers

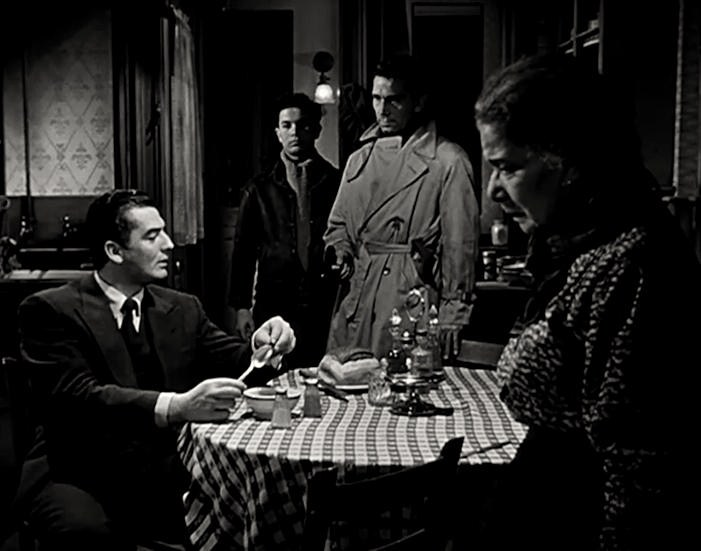
De g. à d. : Victor Mature, Tommy Cook, Richard Conte et Mimi Aguglia, dans La Proie (1948)

(acteur, sauf mention contraire)

### Cinéma
- 1940 : Adventures of Red Ryder (en) de William Witney et John English (serial) : Little Beaver
- 1942 : Tamara de Tahiti (The Tuttles of Tahiti) de Charles Vidor : Riki
- 1944 : Monsieur Winkle s'en va-t-en guerre (Mr. Winkle Goes to War) d'Alfred E. Green : un enfant
- 1944 : Le Suspect (The Suspect) de Robert Siodmak : l'enfant violoniste
- 1945 : Aladin et la Lampe merveilleuse (A Thousand and One Nights) d'Alfred E. Green : Salim
- 1946 : Ses premières ailes (Gallant Journey) de William A. Wellman : Cutty
- 1946 : Song of Arizona (en) de Frank McDonald : Chip Blaine
- 1946 : Humoresque de Jean Negulesco : Phil Boray enfant
- 1946 : Tarzan et la Femme léopard (Tarzan and the Leopard Woman) de Kurt Neumann : Kimba
- 1947 : L'Amour au trot (The Homestretch) de H. Bruce Humberstone : Pablo Artigo
- 1948 : La Proie (Cry of the City) de Robert Siodmak : Tony Rome
- 1949 : The Kid from Cleveland d'Herbert Kline : Dan Hudson « The Kid »
- 1949 : Garçons en cage (Bad Boy) de Kurt Neumann : Floyd
- 1950 : Guérillas (American Guerrilla in the Philippines) de Fritz Lang : Miguel
- 1950 : Panique dans la rue (Panic in the Streets) d'Elia Kazan : Vince Poldi
- 1952 : Au mépris des lois (The Battle at Apache Pass) de George Sherman : Little Elk
- 1953 : Stalag 17 de Billy Wilder : un prisonnier de guerre
- 1953 : Le Cri de la victoire (Battle Cry) de Raoul Walsh : Caporal Ziltch
- 1956 : L'Attaque du Fort Douglas (Mohawk) de Kurt Neumann : Keoga
- 1957 : Le Survivant des monts lointains (Night Passage) de James Neilson : Howdy Sladen
- 1958 : Fusée pour la Lune (Missile to the Moon) de Richard E. Cunha : Gary Fennell
- 1964 : Ne m'envoyez pas de fleurs (Send Me No Flowers) de Norman Jewison : Paul Pendergrass
- 1972 : La Chose à deux têtes (en) (The Thing with Two Heads) de Lee Frost (en) : le prêtre
- 1977 : Le Toboggan de la mort (Rollercoaster) de James Goldstone (auteur de l'histoire originale)

### Télévision
(séries, sauf mention contraire)
- 1953 : Schlitz Playhouse of Stars, saison 3, épisode 3 Boomerang : Chuck
- 1955 : Four Star Playhouse, saison 3, épisode 21 The Wild Bunch de William A. Seiter : Johnny
- 1955 : Climax!, saison 1, épisode 20 The Champion : Connie Kelly
- 1958-1965 : Perry Mason
  - Saison 2, épisode 5 The Case of the Curious Bride (1958) d'Arthur Marks : Frank Lane
  - Saison 8, épisode 22 The Case of the Sad Sicilian (1965) de Jesse Hibbs : Joe
- 1960 : Les Incorruptibles (The Untouchables), saison 2, épisode 9 L'Histoire de Larry Fay (The Larry Fay Story) de Walter Grauman : Tommy Kansas
- 1961 : L'Homme à la carabine (The Rifleman), saison 4, épisode 3 Sheer Terror de Joseph H. Lewis : Andy Carr
- 1967 : Teen Titans (série d'animation, émission The Superman/Aquaman Hour of Adventure) : Wally West alias Kid Flash (voix)
- 1967 : The Flash (série d'animation, émission Aquaman) : Wally West alias Kid Flash (voix)
- 1968 : Commando du désert (The Rat Patrol), saison 2, épisode 25 Le sergent Troy est capturé (The Never Say Die Raid) : Cefalu
- 1968 : Les Aventures imaginaires de Huckleberry Finn (The New Adventures of Huckleberry Finn, série d'animation), saison unique, épisode 4 The Little People : voix additionnelle
- 1974 : Les Rues de San Francisco (The Streets of San Francisco), saison 3, épisode 12 Permis de tuer (License to Kill) de Virgil W. Vogel : Rick Bellows
- 1975 : Docteur Marcus Welby (Marcus Welby, M.D.), saison 6, épisode 18 The Time Bomb de Marc Daniels : l'annonceur sportif
- 1975 : Cop on the Beat de Virgil W. Vogel (téléfilm) : un employé du paramédical
- 1976 : Mantalo (Jabberjaw, série d'animation), saison unique : Biff Starke (voix)
- 1981 : Chips (CHiPs), saison 5, épisode 12 À tout va (Mitchell & Woods) de Bernard L. Kowalski : le professeur de tennis
- 1983 : Pour l'amour du risque (Hart to Hart), saison 5, épisode 6 Double mixte (Love Game) de Paul Krasny : l'adjudicateur